# Хорезу-Поєнарі
Хорезу-Поєнарі (рум. Horezu-Poenari) — село у повіті Долж в Румунії. Входить до складу комуни Валя-Станчулуй.
Село розташоване на відстані 185 км на захід від Бухареста, 41 км на південь від Крайови.

## Населення
За даними перепису населення 2002 року у селі проживали 2759 осіб.
Національний склад населення села:
| Національність | Кількість осіб | Відсоток |
| -------------- | -------------- | -------- |
| румуни         | 2447           | 88,7%    |
| цигани         | 312            | 11,3%    |

Рідною мовою назвали:
| Мова      | Кількість осіб | Відсоток |
| --------- | -------------- | -------- |
| румунська | 2476           | 89,7%    |
| циганська | 283            | 10,3%    |